# Eubranchipus serratus
Eubranchipus serratus är en kräftdjursart som beskrevs av Forbes 1876. Eubranchipus serratus ingår i släktet Eubranchipus och familjen Chirocephalidae. Inga underarter finns listade i Catalogue of Life.